# Бунге, Мэри Бартлетт
Мэри Элизабет Бунге (3 апреля 1931 г., г. Нью-Хейвен, США – 17 февраля 2024 г., Корал-Гейблс, США) — американский нейробиолог, занималась исследованиями лекарств от паралича в Университете Майами, профессор клеточной биологии и нейрохирургии.

## Биография
Мэри Бартлетт появилась на свет 3 апреля 1931 года в городе Нью-Хейвен, штат Коннектикут, в семье Джорджа Чепмена Бартлетта и Маргарет Элизабет (Рейнольдс) Бартлетт. Отец Мэри строил и реставрировал дома, включая дом, где она выросла. Мать, потомок художника сэра Джошуа Рейнольдса, занималась живописью и декорированием. Оба родителя не имели высшего образования, и отец считал его ненужным для женщин. Творческая деятельность родителей нравилась Мэри. После того как бабушка научила её шить, она стала выражать себя через искусство и моду, разрабатывая и создавая всю свою одежду, мечтая стать дизайнером моды в Нью-Йорке. Мэри всерьез задумывалась о карьере в дизайне одежды, но в итоге решила, что её увлечение искусством может остаться просто хобби. Ей стала интересна биология, когда она, наблюдая за головастиками, плавающими вокруг неё, задавалась вопросом, как они превращаются в лягушек.

#### Образование
Бартлетт поступила в колледж Симмонса в Бостоне с намерением получить профессию лаборанта. К окончанию третьего курса в колледже она пересмотрела свои карьерные планы и решила продолжить обучение по программе Мемориальной лаборатории Джексона, где занималась изучением сокращений сердца кроликов в условиях тканевых культур. Этот опыт убедил ее в том, что работа лаборанта не соответствует ее интересам, и она предпочла сосредоточиться на научной деятельности. После окончания колледжа Симмонса в 1953 году Бартлетт последовала совету доктора Роберта Шиллинга и поступила в магистратуру Медицинской школы Университета Висконсин-Мэдисон. Доктор Шиллинг, занимавший должность профессора медицинской физиологии, предоставил ей место ассистента-исследователя на протяжении всего периода обучения в магистратуре. Совместно они проводили исследования, направленные на изучение внутреннего фактора, который отсутствует у пациентов с пернициозной анемией и препятствует усвоению витамина B12. Результаты их работы имели важное клиническое значение и повлияли на дальнейшее направление исследований Бартлетт, которые были нацелены на практическое использование полученных данных. Эта работа легла в основу ее магистерской диссертации, которая была успешно защищена в 1955 году, что позволило ей получить степень магистра медицинской физиологии.
Во время учебы в докторантуре Медицинской школы Университета Висконсин-Мэдисон Бартлетт сотрудничала с кафедрой зоологии под руководством доктора Ханса Риса. В 1960 году она завершила обучение и защитила свою докторскую диссертацию.

## Научная деятельность
Бунге (фамилия Мэри Бартлетт после замужества) и её муж Ричард закончили Медицинскую школу Университета Висконсин-Мэдисон и переехали в Колумбийский университет для прохождения постдокторских исследований. В течение восьми лет Бунге работала на полставки научным сотрудником в Колумбийском университете.
В 1970 году Бунге со своей семьей переехала, чтобы занять преподавательские должности в Медицинской школе Вашингтонского университета. Она предпочла стать адъюнкт-профессором, занимающимся исследованиями, вместо того чтобы занимать должность с перспективой получения постоянного контракта, чтобы продолжать воспитывать своих сыновей, которые были ещё маленькими. Она также перешла на полный рабочий день. К 1974 году она начала преподавать и была повышена до ассоциированного профессора с постоянным контрактом. В 1978 году её повысили до полного профессора.
Муж Мэри Ричард познакомил её с нейронауками, где она нашла своё призвание. Она сосредоточила свои исследования в области нейронаук, работая в Медицинской школе Вашингтонского университета. Она изучала шванновских клеток, которые обвивают аксоны нейронов, формируя миелиновую оболочку, служащую изолятором для нейрона и увеличивающую скорость передачи импульсов. Одним из её значительных открытий стало установление того, что олигодендроцит является клеткой, образующей миелиновую оболочку для центральной нервной системы. Впервые она обнаружила это, когда исследовала срез спинного мозга котёнка под электронным микроскопом, заметив, что тело клетки олигодендроцита формирует миелин на обоих концах. Она также продемонстрировала, что миелин может восстанавливаться в зрелом спинном мозге млекопитающих, что имеет важное клиническое значение для решения проблем, связанных с рассеянным склерозом и травмами спинного мозга, при которых повреждается миелиновая оболочка.
С 1989 по 2023 год Мэри Бунге играла ведущую роль в проекте «Майами проект по излечению паралича» в Медицинской школе Университета Майами, где её исследования по миелину нашли практическое применение. Её мужа пригласили на должность научного директора проекта, что позволило ей сотрудничать с ним, а после его смерти в 1996 году от рака пищевода она заняла его место во главе проекта. Проект, которым руководила Бунге, был направлен на тестирование стратегий регенерации, которые могли бы привести к успешному лечению травм спинного мозга.
В 2009 году Бунге зарегистрировала патент на изобретение «Импланты мостиков из шванновских клеток и ингибиторы фосфодиэстеразы для стимуляции регенерации нервных волокон ЦНС», предназначенный для восстановления функций после травм центральной нервной системы. Мэри запатентовала и другие разработки, включая «Методы и системы для поддержания и регенерации нейронов», «Стимуляторы регенерации нейронов» и «Ингибиторы фосфодиэстеразы 4 для когнитивной и двигательной реабилитации».
Её исследования использовались в первой фазе клинических испытаний, одобренных FDA в 2012 году, для оценки безопасности трансплантации шванновских клеток недавно парализованных пациентов в место их повреждения. Параллельно с проведением испытания Бунге продолжала работать над другими комбинированными методами лечения для будущих клинических исследований. В 2014 году она опубликовала в журнале The Journal of Neuroscience многообещающие результаты стратегии, проверенной на крысиных шванновских клетках, которые были модифицированы для секреции фактора роста D15A и фермента хондроитиназы ABC, влияющего на структуру рубцовой ткани. Эта комбинация способствовала усиленной регенерации аксонов и функциональному улучшению.

## Награды и премии
В 1996 году Мэри Бунге получила премию Уэйкмана за восстановление спинного мозга. Она трижды становилась лауреатом премии Явитса для исследователей в области нейронауки, присуждаемой Национальным институтом неврологических расстройств и инсульта.
В 1994 году Мэри была избрана председателем Комитета по развитию карьеры женщин в нейронауках Общества нейронауки и занимала эту должность до 2002 года. В 2000 году она получила награду Мики Салпетер за достижения женщин в нейронауках и лидерство в продвижении карьеры женщин в нейронауках.
В 2001 году Мэри Бунге была удостоена медали Кристофера Рива за исследования в области восстановления спинного мозга. В 2003 году ей была присуждена премия имени Кристины Э. Линн за выдающиеся заслуги в нейронауке, а в 2005 году — международная исследовательская премия Лойс Поп. Мэри Бунге была избрана членом Национального института медицины Академии наук.

## Личная жизнь
Во время учебы в Медицинской школе Университета Висконсин-Мэдисон Мэри познакомилась со студентом-медиком Ричардом Бунге, за которого вышла замуж и вместе с которым впоследствии занималась научными исследованиями. Вскоре после переезда в Колумбийский университет у них родились двое сыновей: Джонатан, появившийся на свет в 1962 году, и Питер, рожденный в 1964 году.

## Смерть
Мэри Бунге скончалась в Корал-Гейблс, штат Флорида, 17 февраля 2024 года в возрасте 92 лет.